# Cynomops abrasus
Grand Cynomope
Espèce
Statut de conservation UICN

 DD  : Données insuffisantes
Répartition géographique
Cynomops abrasus, qui a pour nom commun Grand Cynomope, est une espèce sud-américaine de chauves-souris de la famille des Molossidae.

## Description
Les chauves-souris présentent un dimorphisme sexuel. La longueur totale moyenne est de 121,1 mm et la longueur moyenne de la queue est de 37,6 mm. La longueur de l'avant-bras chez les mâles est de 44,2 à 49 mm et chez les femelles, elle est de 41 à 45 mm. La longueur du crâne est de 19,5 à 24,3 mm chez les mâles et de 18,4 à 21,5 mm chez les femelles. La longueur de queue est entre 34 et 37 mm, une longueur de pied de 13 mm, une longueur d'oreille de 19 mm. Elle pèse jusqu'à 44 g
La fourrure dorsale est brune, brun foncé ou châtain. La fourrure ventrale est de couleur similaire à la fourrure dorsale. Une épaisse tache de fourrure est présente sur l'aile, située sur le tiers supérieur arrière de l'avant-bras et de la membrane du propatagium. Il y a aussi une deuxième tache de fourrure sur le bas, les trois quarts arrière de l'avant-bras qui s'étend à travers le patagium près du poignet jusqu'à la base du quatrième métacarpien. Ces taches sont de couleur plus foncée que la membrane.
Les chauves-souris ont un visage large avec des oreilles largement séparées. Le museau est large, surélevé et plat sur le dos, sans plis cutanés sur les lèvres et avec un menton large et arrondi. Les oreilles sont courtes, triangulaires, à bout arrondi, bien séparées les unes des autres et avec le bord antérieur replié vers l'avant. Le tragus est court, triangulaire et à large base, caché derrière l'antitragus, qui est large et carré avec des coins arrondis. Les ailes sont attachées postérieurement sur le tibia juste au-dessus des chevilles. La queue est longue et trapue, s'étendant plus de la moitié au-delà de la large membrane interfémorale.

## Taxonomie
Il existe quatre sous-espèces :
- Cynomops abrasus abrasus (Temminck, 1827) : est du Brésil ;
- C. a. brachymeles (Peters, 1866) : ouest et sud de la Colombie, l'Équateur, nord et est du Pérou, ouest du Brésil, nord de la Bolivie ;
- C. a. cerastes (Thomas, 1901) : Paraguay, nord de l'Argentine ;
- C. a. mastivus (Thomas, 1911) : sud et est du Venezuela, Guyana, Suriname, Guyane.

En 2016, une étude tend à établir C. a. mastivus comme une espèce distincte de Cynomops abrasus sous le nom de Cynomops mastivus.

## Répartition
L'espèce est présente sur le versant oriental des Andes dans le nord de l'Argentine, la Bolivie, le Brésil, la Colombie, l'Équateur, la Guyane, le Guyana, le Pérou, le Paraguay, le Suriname et le Venezuela.
La plupart se limite aux forêts. On trouve cette chauve-souris dans les forêts hautes et denses en Argentine et près des terres inondables au Paraguay.

## Comportement

### Habitat
La chauve-souris dort en colonies pouvant compter jusqu'à 75 individus. La chauve-souris se perche dans des bûches pourries et des arbres creux et a tendance à choisir une zone relativement chaude pour se percher. On la trouve aussi dans les grottes et sous les toits des maisons.

### Alimentation
La chauve-souris est insectivore. Elle se nourrit en vol, généralement d'insectes à carapace dure.

### Reproduction
Des femelles gestantes furent capturées au Brésil en janvier.